# Forchtenstein
Forchtenstein (węg. Fraknó, burg.-chorw. Fortnava) – gmina w Austrii, w kraju związkowym Burgenland, w powiecie Mattersburg. Według Austriackiego Urzędu Statystycznego liczyła 2,8 tys. mieszkańców (1 stycznia 2014).